# Thecla lais
Thecla lais är en fjärilsart som beskrevs av John Henry Leech 1893. Thecla lais ingår i släktet Thecla och familjen juvelvingar. Inga underarter finns listade i Catalogue of Life.